# Russisch-Roulette-Klausel
Als Russisch-Roulette-Klausel, auch Shotgun-Klausel oder Shoot-Out-Klausel genannt, werden im Gesellschaftsvertrag aufgenommene Regelungen zur Übernahme von Geschäftsanteilen bei paritätisch beteiligten Gesellschaftern bezeichnet.

## Regelungsinhalt
Diese Klauseln haben den Inhalt, dass jeder Teil berechtigt ist, dem jeweils anderen Teil seine Gesellschaftsbeteiligung unter Nennung eines bestimmten Preises zum Ankauf anzubieten, und dass der Angebotsempfänger verpflichtet ist, bei Nichtannahme dieses Angebots seine Gesellschaftsbeteiligung an den Anbietenden unverzüglich zum gleichen Kaufpreis zu verkaufen und abzutreten. Ziel ist es vor allem, Deadlocks bei 50/50-Beteiligungen zu vermeiden.
Im Hinblick auf die Unvorhersehbarkeit des Ausgangs wird sprachlich Bezug auf das Russische Roulette genommen.
Der Vorteil dieser Regelung liegt darin, dass das Patt zwischen zwei gleichberechtigten Gesellschaftern einer Personen- oder Kapitalgesellschaft im Falle des Ausscheidens eines Gesellschafters durch diese Klauseln gelöst werden kann.

## Texas Shoot-Out
Die Variante des Texas Shoot-Out sieht vor, dass ein Vertragspartner dem anderen ein Angebot macht. Der andere hat nun die Möglichkeit das Angebot anzunehmen oder es zu erhöhen. Das Spiel geht immer wieder hin und her, solange bis einer der Vertragspartner kein Angebot mehr annimmt.
Der Vorteil liegt hier bei der Person, welche beginnt. Diese kann, wenn der andere gerade in Geldnot ist, ihn in Zugzwang bringen.

## Sizilianische Eröffnung
Die Parteien geben jeweils verdeckt ihr Angebot an einen Dritten ab. Der Höchstbietende zahlt dann seinen Preis an den anderen.

## Mexican Shoot-Out
Bei dieser besonderen Spielform geben beide Parteien einen Minimalpreis an. Dem Höchstbietenden wird das Recht gegeben, die Anteile des anderen zu dessen niedrigeren Preis zu erwerben.
Beispiel: A und B möchten die Anteile des jeweils anderen käuflich erwerben. A bietet 5000 € und B 5001 €. B erhält die Anteile des A für 5000 €